# Tristan da Cunhas flagga
Tristan da Cunhas flagga antogs av Sankt Helenas guvernör för Tristan da Cunha den 20 oktober 2002. Tidigare hade man inte haft någon egen flagga utan använt Sankt Helenas flagga när det behövts. Flaggan är en så kallad Blue Ensign med Tristan da Cunhas vapensköld och skapades av vexillologen Graham Bartram.